# Nejapa
Nejapa est une municipalité du département de San Salvador au Salvador. 
Elle fait partie de l'Aire Métropolitaine de San Salvador, principale conurbation urbaine du Salvador.